# URIHO
URIHO je hrvatska ustanova za profesionalnu rehabilitaciju i zapošljavanje osoba s invalidnošću.
Povijest tvornice počinje 1946. godine. Osnovana je u Zagrebu kao zaštitna radionica Ivančica. Najstarija je zaštitna radionica u Hrvatskoj. U ovoj ustanovi ovi su gospodarski programi zaštitnog zapošljavanja: tekstil, keramika, metal, koža, kitničarstvo, ortopedija, kartonaža i tisak. 
Od 1996. godine Ivančica posluje pod imenom URIHO. Prva u Hrvatskoj otvorila je Radni centar. Otvoren je travnja 2009. i novi je oblik rada s invalidnim stanovništvom. U njemu se osobe s invalidnošću priprema za rad. Osobe koje se osposobljava su invalidne osobe koji imaju neki stupanj stručne osposobljenosti ali nisu u mogućnosti izravno se uključiti na tržište rada iz raznih razloga, među kojima je najčešći dugotrajna nezaposlenost.
URIHO je prva zaštitna radionica u Republici Hrvatskoj koja posjeduje ISO standard.  Dobila ga je za djelatnosti "Razvoj i proizvodnja odjeće i rublja" i "Proizvodnju kožne galanterije i obuće". Certifikat za sustav upravljanja kvalitetom koji je dobila je EN ISO 9001:2008.
URIHO među zaposlenima ima 51 % osoba s invalidnošću različitih kategorija i profila.